# Boesenbergia grandis
Boesenbergia grandis är en enhjärtbladig växtart som beskrevs av Rosemary Margaret Smith. Boesenbergia grandis ingår i släktet Boesenbergia och familjen Zingiberaceae. Inga underarter finns listade i Catalogue of Life.